# انریکو کرن
انریکو کرن (انگلیسی: Enrico Kern؛ زادهٔ ۱۲ مارس ۱۹۷۹) بازیکن فوتبال اهل آلمان است.
از باشگاه‌هایی که در آن بازی کرده‌است می‌توان به باشگاه فوتبال لاسک، باشگاه فوتبال یان رگنسبورگ، باشگاه فوتبال هانزا روستوک، و باشگاه فوتبال ارتسگبیرگ آئو اشاره کرد.
وی همچنین در تیم‌های ملی فوتبال زیر ۲۱ سال آلمان و Germany national football B team بازی کرده‌است.